# Kant-Oil Kant
El FC Kant-Oil fue un equipo de fútbol de Kirguistán que alguna vez militó en la Liga de fútbol de Kirguistán, la liga de fútbol más importante del país.

## Historia
Fue fundado en el año 1993 en la ciudad de Kant con el nombre FC Han-Tengri Kant, el cual utilizó hasta después de la independencia de la Unión Soviética en 1994 al cambiarlo por el que usaron hasta 1995, año en que el equipo desapareció por problemas financieros. Fue campeón de liga en 2 ocasiones.
A nivel internacional participó en 1 torneo continental, en la Copa de Clubes de Asia del año 1996, donde fue eliminado en la Primera Ronda por el Köpetdag Aşgabat de Turkmenistán.

## Palmarés
- Liga de fútbol de Kirguistán: 2

1994, 1995

## Participación en competiciones de la AFC
- Copa de Clubes de Asia: 1 aparición

1996 - Primera Ronda